# Niederländischsprachige Wikipedia
Die niederländischsprachige Wikipedia (niederländisch Nederlandstalige Wikipedia) ist die Wikipedia in niederländischer Sprache. Diese Sprachversion wurde am 19. Juni 2001 eingerichtet, damit ist sie eine der ältesten.

## Geschichte und Statistik

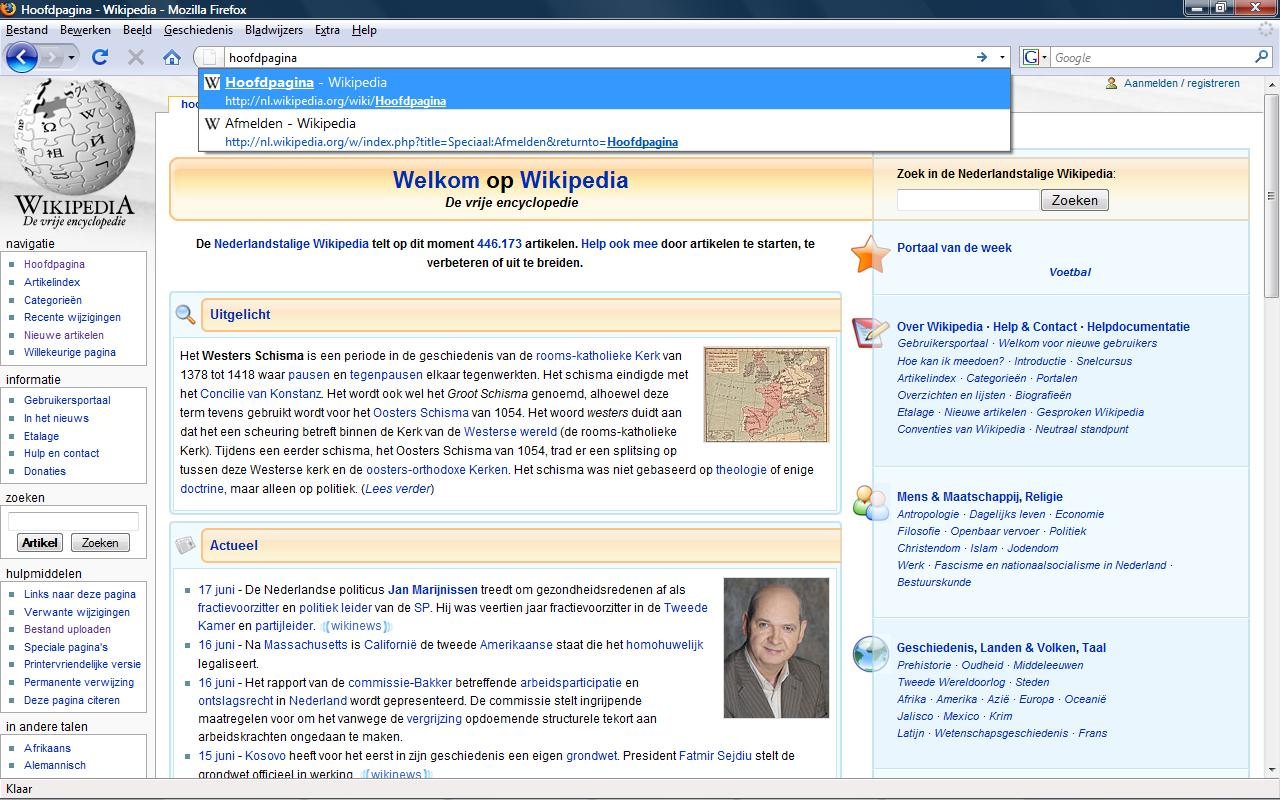
Hauptseite im Juni 2008

Der offiziellen Statistik der Wikimedia zufolge gab es im August 2001 drei Artikel. Die Marke von 1000 Artikeln wurde im April 2002 erreicht, die Marke von 100.000 Artikeln im Januar 2006. Im Januar 2008 waren es 404.000 Artikel. Von diesen Artikeln bestanden 84 Prozent aus mehr als einem halben Kilobyte, das ist einer der höchsten Werte bei den Sprachversionen. Am 19. Juni 2011 – gerade zehn Jahre nach der Einrichtung – erreichte sie die Marke von 700.000 Artikeln.

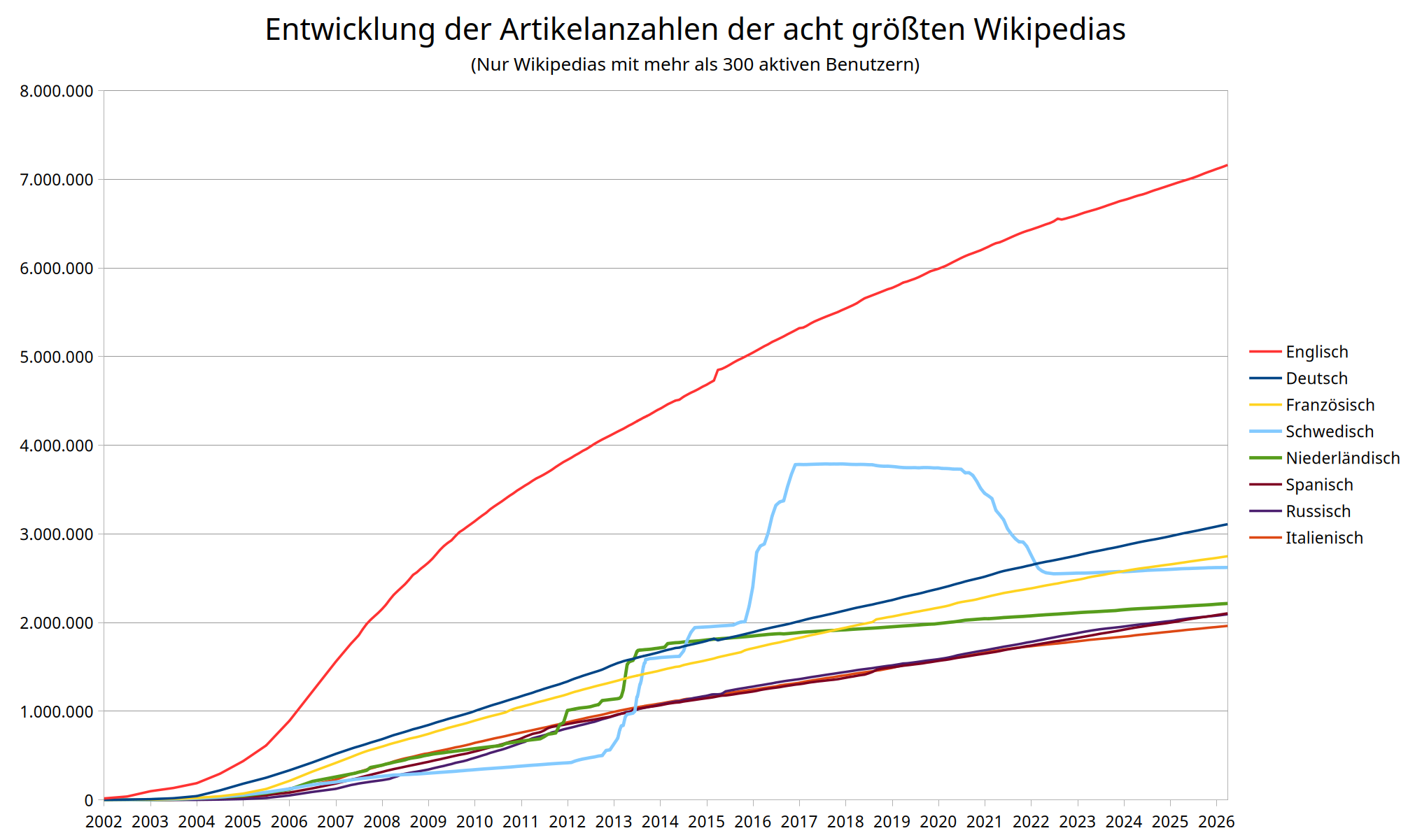
Artikelwachstum in den acht größten Wikipedia-Sprachversionen (ohne Cebuanisch), die niederländische Wikipedia in grün.

In der niederländischen Wikipedia haben im Monat Januar 2008 328 Wikipedianer mehr als 100 Änderungen gemacht (so genannte sehr aktive Wikipedianer). Die Gründung der Vereniging Wikimedia Nederland im Juni 2006 hat anscheinend keinen Einfluss auf die Statistik. Auffallend ist ein Einbruch bei den neuen Wikipedianern im Februar 2007, von 545 auf 327.

## Einsatz von Bots
Phasenweise wuchs die Artikelzahl durch den Einsatz mehrerer Bots sprunghaft an. Im Mai 2006 wurden durch den Einsatz eines Bots innerhalb von 6 Wochen 35.000 Artikel über französische Gemeinden generiert. Zwischen dem 20. Oktober 2011 und dem 20. April 2013 verdoppelte sich die Artikelzahl von 768.520 auf 1.548.591 Artikel. Das entsprach 780.071 neuen Artikeln in etwa 18 Monaten, oder im Durchschnitt ungefähr 1420 neuen Artikeln täglich (teilweise sogar 10.000 Artikel täglich), während es in „normalen“ Zeiten etwa 250 bis 300 neue Artikel täglich gewesen waren (zum Vergleich: bei der deutschsprachigen Wikipedia waren es im März 2016 etwa 350 pro Tag). Am 17. Dezember 2011 wurde mit einem Eintrag über den ungarischen Handballer Antal Ujváry (1907–1967) der millionste Artikel angelegt. Am 31. März 2013 überholte die niederländischsprachige Wikipedia die französischsprachige bei ca. 1.369.000 Artikeln und wurde damit zur nach Artikelzahl drittgrößten Wikipedia. Am 14./15. Juni 2013 überholte die niederländischsprachige Wikipedia bei ca. 1.595.000 Artikeln auch die deutschsprachige Wikipedia und wurde damit nach Artikelzahl die zweitgrößte nach der englischsprachigen Wikipedia. Ende Juli 2014 wurde die niederländischsprachige Wikipedia von der schwedischsprachigen Wikipedia überholt, wobei auch in deren Fall zahlreiche botgenerierte Neuanlagen für einen sprunghaften Anstieg der Artikelzahl gesorgt hatten. Seit Februar 2015 hat die deutschsprachige Wikipedia wieder mehr Artikel als die niederländischsprachige, im Januar 2016 überholte auch die cebuanosprachige Wikipedia durch den Einsatz von Bots die niederländischsprachige in der Anzahl der Artikel und im September 2017 die französischsprachige, sodass die niederländischsprachige Wikipedia nun auf Platz 6 steht.
Überwiegend wird das rasante Artikelwachstum durch Bots verursacht, die aus dem niederländischen „Tierprojekt“ heraus gestartet worden waren, mit dem Ziel, für jedes Lebewesen einen eigenen Artikel zu generieren (Anfang Mai knapp 700.000 Artikelstubs in der niederländischen Kategorie „Wikipedia:Biologiestubs“). Mittlerweile enthält die niederländischsprachige Wikipedia mehr botgenerierte Artikel als durch Benutzer angelegte, im Juni 2014 waren 59 % der Artikel botgeneriert.
| Datum              | Artikelzahl | Neue Artikel pro Tag (Durchschnitt) |
| ------------------ | ----------- | ----------------------------------- |
| 19. Juni 2001      | 1           | 1                                   |
| 3. August 2003     | 10.000      | 13                                  |
| 7. Februar 2004    | 20.000      | 53                                  |
| 27. Juni 2004      | 30.000      | 71                                  |
| 11. August 2004    | 40.000      | 75                                  |
| 27. Januar 2005    | 50.000      | 125                                 |
| 23. März 2005      | 60.000      | 182                                 |
| 16. Mai 2005       | 70.000      | 185                                 |
| 17. Juli 2005      | 80.000      | 161                                 |
| 7. September 2005  | 90.000      | 192                                 |
| 14. Oktober 2005   | 100.000     | 270                                 |
| 30. November 2005  | 110.000     | 213                                 |
| 5. Januar 2006     | 120.000     | 278                                 |
| 6. Februar 2006    | 130.000     | 313                                 |
| 1. März 2006       | 140.000     | 435                                 |
| 18. März 2006      | 150.000     | 588                                 |
| 2. April 2006      | 160.000     | 667                                 |
| 13. April 2006     | 170.000     | 909                                 |
| 28. April 2006     | 180.000     | 667                                 |
| 8. Mai 2006        | 190.000     | 1000                                |
| 24. Mai 2006       | 200.000     | 625                                 |
| 4. Juli 2006       | 210.000     | 244                                 |
| 16. August 2006    | 220.000     | 233                                 |
| 28. September 2006 | 230.000     | 233                                 |
| 16. November 2006  | 240.000     | 204                                 |
| 26. Dezember 2006  | 250.000     | 250                                 |
| 1. Januar 2007     | 260.000     | 1667                                |
| 5. Februar 2007    | 270.000     | 286                                 |
| 4. März 2007       | 280.000     | 370                                 |
| 18. April 2007     | 290.000     | 222                                 |
| 28. Mai 2007       | 300.000     | 250                                 |
| 20. Juni 2007      | 310.000     | 434                                 |
| 22. Juli 2007      | 320.000     | 313                                 |
| 27. August 2007    | 330.000     | 278                                 |
| 10. September 2007 | 340.000     | 714                                 |
| 15. September 2007 | 350.000     | 2000                                |
| 25. September 2007 | 360.000     | 1000                                |
| 11. Oktober 2007   | 370.000     | 625                                 |
| 17. November 2007  | 380.000     | 270                                 |
| 25. Dezember 2007  | 390.000     | 263                                 |
| 17. Januar 2008    | 400.000     | 435                                 |
| 18. Februar 2008   | 410.000     | 313                                 |
| 21. März 2008      | 420.000     | 313                                 |
| 17. April 2008     | 430.000     | 370                                 |
| 24. Mai 2008       | 440.000     | 270                                 |
| 29. Juni 2008      | 450.000     | 278                                 |
| 13. Juli 2008      | 460.000     | 714                                 |
| 12. August 2008    | 470.000     | 333                                 |
| 22. September 2008 | 480.000     | 244                                 |
| 1. November 2008   | 490.000     | 250                                 |
| 30. November 2008  | 500.000     | 344                                 |
| 13. Januar 2009    | 510.000     | 227                                 |
| 16. Februar 2009   | 520.000     | 294                                 |
| 13. April 2009     | 530.000     | 175                                 |
| 31. Mai 2009       | 540.000     | 208                                 |
| 30. Juli 2009      | 550.000     | 167                                 |
| 23. September 2009 | 560.000     | 179                                 |
| 10. November 2009  | 570.000     | 208                                 |
| 6. Januar 2010     | 580.000     | 175                                 |
| 1. März 2010       | 590.000     | 185                                 |
| 30. April 2010     | 600.000     | 167                                 |
| 12. Juli 2010      | 610.000     | 137                                 |
| 7. August 2010     | 620.000     | 385                                 |
| 25. August 2010    | 630.000     | 556                                 |
| 16. September 2010 | 640.000     | 476                                 |
| 6. November 2010   | 650.000     | 196                                 |
| 16. Dezember 2010  | 660.000     | 244                                 |
| 5. Februar 2011    | 670.000     | 192                                 |
| 4. April 2011      | 680.000     | 172                                 |
| 3. Juni 2011       | 690.000     | 167                                 |
| 19. Juni 2011      | 700.000     | 625                                 |
| 25. Juni 2011      | 710.000     | 1667                                |
| 2. Juli 2011       | 720.000     | 1429                                |
| 3. Juli 2011       | 730.000     | 10.000                              |
| 23. Juli 2011      | 740.000     | 500                                 |
| 18. September 2011 | 750.000     | 175                                 |
| 13. Oktober 2011   | 760.000     | 400                                 |
| 21. Oktober 2011   | 770.000     | 1250                                |
| 21. Oktober 2011   | 780.000     | 10.000                              |
| 22. Oktober 2011   | 790.000     | 10.000                              |
| 22. Oktober 2011   | 800.000     | 10.000                              |
| 22. Oktober 2011   | 810.000     | 10.000                              |
| 29. Oktober 2011   | 820.000     | 1429                                |
| 30. Oktober 2011   | 830.000     | 10.000                              |
| 30. Oktober 2011   | 840.000     | 10.000                              |
| 31. Oktober 2011   | 850.000     | 10.000                              |
| 18. November 2011  | 860.000     | 556                                 |
| 26. November 2011  | 870.000     | 1250                                |
| 4. Dezember 2011   | 880.000     | 1250                                |
| 6. Dezember 2011   | 890.000     | 5000                                |
| 7. Dezember 2011   | 900.000     | 10.000                              |
| 8. Dezember 2011   | 910.000     | 10.000                              |
| 9. Dezember 2011   | 920.000     | 10.000                              |
| 9. Dezember 2011   | 930.000     | 10.000                              |
| 10. Dezember 2011  | 940.000     | 10.000                              |
| 11. Dezember 2011  | 950.000     | 10.000                              |
| 15. Dezember 2011  | 960.000     | 2500                                |
| 15. Dezember 2011  | 970.000     | 10.000                              |
| 15. Dezember 2011  | 980.000     | 10.000                              |
| 16. Dezember 2011  | 990.000     | 10.000                              |
| 17. Dezember 2011  | 1.000.000   | 10.000                              |
| 31. Dezember 2011  | 1.010.000   | 714                                 |
| 10. Februar 2012   | 1.020.000   | 244                                 |
| 9. März 2012       | 1.030.000   | 357                                 |
| 30. April 2012     | 1.040.000   | 192                                 |
| 23. Juni 2012      | 1.050.000   | 185                                 |
| 15. Juli 2012      | 1.060.000   | 455                                 |
| 16. August 2012    | 1.070.000   | 313                                 |
| 8. September 2012  | 1.080.000   | 434                                 |
| 11. September 2012 | 1.090.000   | 3333                                |
| 14. September 2012 | 1.100.000   | 3333                                |
| 23. September 2012 | 1.110.000   | 1111                                |
| 24. September 2012 | 1.120.000   | 10.000                              |
| 17. November 2012  | 1.130.000   | 185                                 |
| 14. Januar 2013    | 1.140.000   | 172                                 |
| 19. Februar 2013   | 1150000     | 278                                 |
| 27. Februar 2013   | 1.160.000   | 1250                                |
| 3. März 2013       | 1.170.000   | 2500                                |
| 9. März 2013       | 1.180.000   | 1667                                |
| 9. März 2013       | 1.190.000   | 10.000                              |
| 9. März 2013       | 1.200.000   | 10.000                              |
| 9. März 2013       | 1.210.000   | 10.000                              |
| 10. März 2013      | 1.220.000   | 10.000                              |
| 14. März 2013      | 1.230.000   | 2500                                |
| 15. März 2013      | 1.240.000   | 10.000                              |
| 18. März 2013      | 1.250.000   | 3333                                |
| 18. März 2013      | 1.260.000   | 10.000                              |
| 20. März 2013      | 1.270.000   | 5000                                |
| 21. März 2013      | 1.280.000   | 10.000                              |
| 22. März 2013      | 1.290.000   | 10.000                              |
| 22. März 2013      | 1.300.000   | 10.000                              |
| 25. März 2013      | 1.310.000   | 3333                                |
| 28. März 2013      | 1.320.000   | 3333                                |
| 28. März 2013      | 1.330.000   | 10.000                              |
| 29. März 2013      | 1.340.000   | 10.000                              |
| 29. März 2013      | 1.350.000   | 10.000                              |
| 29. März 2013      | 1.360.000   | 10.000                              |
| 30. März 2013      | 1.370.000   | 10.000                              |
| 30. März 2013      | 1.380.000   | 10.000                              |
| 1. April 2013      | 1.390.000   | 5000                                |
| 1. April 2013      | 1.400.000   | 10.000                              |
| 4. April 2013      | 1.410.000   | 3333                                |
| 5. April 2013      | 1.420.000   | 10000                               |
| 6. April 2013      | 1.430.000   | 10.000                              |
| 6. April 2013      | 1.440.000   | 10.000                              |
| 7. April 2013      | 1.450.000   | 10.000                              |
| 9. April 2013      | 1.460.000   | 5000                                |
| 11. April 2013     | 1.470.000   | 5000                                |
| 12. April 2013     | 1.480.000   | 10.000                              |
| 12. April 2013     | 1.490.000   | 10.000                              |
| 12. April 2013     | 1.500.000   | 10.000                              |
| 13. April 2013     | 1.510.000   | 10.000                              |
| 13. April 2013     | 1.520.000   | 10.000                              |
| 17. April 2013     | 1.530.000   | 2500                                |
| 18. April 2013     | 1.540.000   | 10.000                              |
| 22. April 2013     | 1.550.000   | 2500                                |
| 13. Dezember 2016  | 1.880.000   |                                     |

## Bedeutung für den Sprachraum
Bei Multiscope.nl hat die niederländischsprachige Wikipedia im Oktober 2006 den dritten Platz unter den Webseiten in den Niederlanden belegt. Sie erhielt die Schulnote 8,1 (eine 10 wäre am höchsten), eine leicht bessere Einschätzung erhielten nur Google.nl und dessen E-Mail-Dienst. Nach der Wikipedia kamen die Hypotheksite funda.nl und der Versand von Bertelsmann nl.bol.com.
Von den bedeutenden gedruckten Enzyklopädien der Niederlande ist nur die Winkler Prins übriggeblieben, die zuletzt 1990–1993 gedruckt erschien. 1997 ging der dahinterstehende Verlag eine Kooperation mit der Encarta von Microsoft ein.

## Internes und Besonderheiten

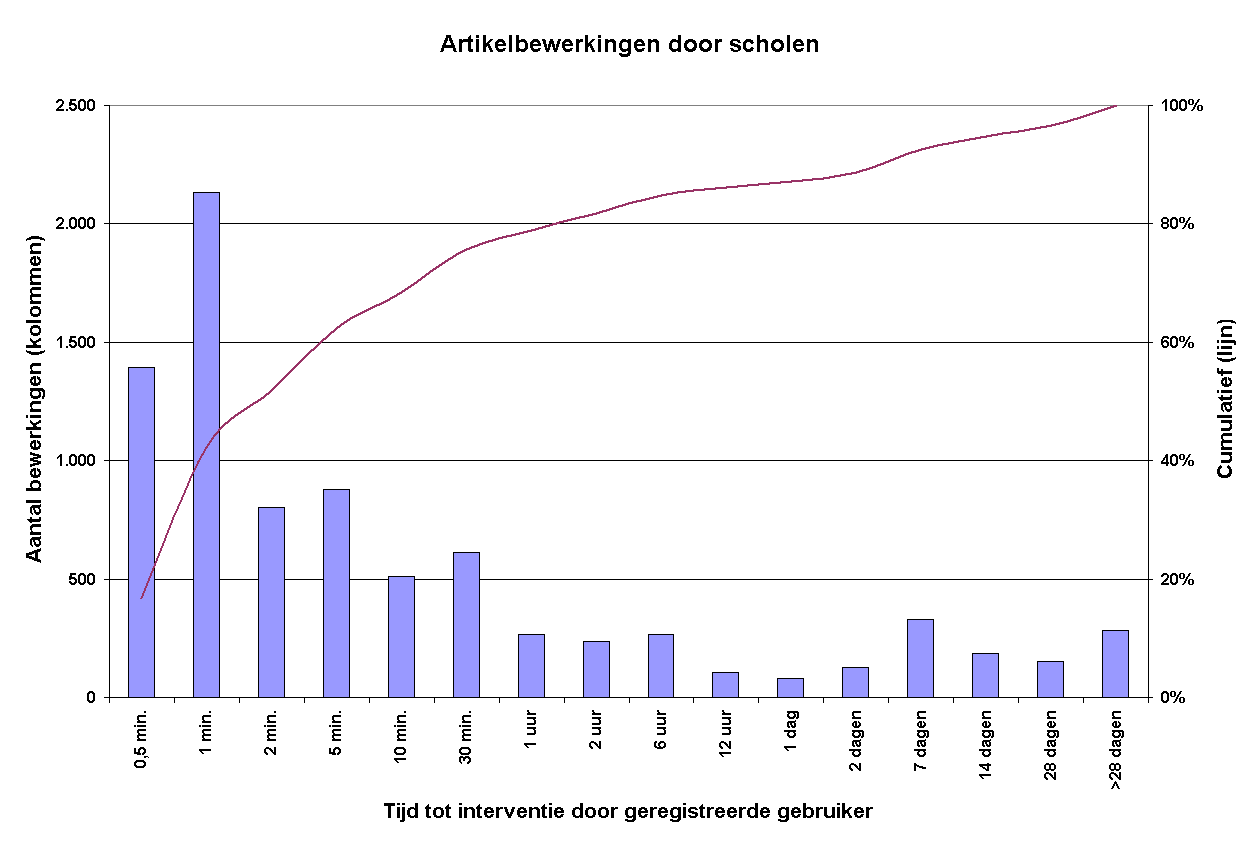
Kontrolle des Wikipedia-Vandalismus, der von Schulen ausgeht (August 2010)

Der von Schulen ausgehende Vandalismus an der niederländischen Wikipedia wurde als so ausufernd empfunden, dass Administratoren anhand von IPs ganzen Schulen den Zugang zur Wikipedia gesperrt haben. Der Internet-Koordinator einer betroffenen Schule in Vlaardingen, Frits Albregt, bedauerte gegenüber einer Zeitung, dass man einen schuldigen Schüler nicht ermitteln konnte. In den Klassen werde gesondert auf einen Verhaltenskodex bezüglich der Wikipedia eingegangen. Auch Gemeindebeamte gerieten in Vandalismus-Verdacht; so hat jemand von einem Rechner der Gemeinde Waalwijk Beschimpfungen über Prinzessin Maxima in den entsprechenden Artikel gesetzt.
Statt der Artikelkapitel „Einzelnachweise“ und „Literatur“ gibt es bei den Artikeln der niederländischsprachigen Wikipedia meist nur eine gemeinsame Rubrik namens Bronnen, noten en/of referenties (Quellen, Anmerkungen und/oder Verweise). Darin steht Literatur aufgelistet, etwas seltener werden auch Einzelnachweise in Form einer Fußnote angegeben.
Administratoren, in der niederländischen Wikipedia „Moderatoren“ genannt, verlieren ihre erweiterten Rechte, wenn sie innerhalb von zwölf Monaten weniger als 50 Änderungen getätigt haben.
In einem Artikel der Zeitung De Volkskrant aus dem Jahr 2015 wurde die Atmosphäre der niederländischsprachigen Wikipedia als „konfrontativ“ und „feindlich“ beschrieben. Persönliches Ego und Überheblichkeit wurden als Hauptursachen für Konflikte genannt. Die Zeitung stützte sich auf eine von der niederländischen Wikimedia Foundation durchgeführte interne Untersuchung. Am 4. Februar 2019 schrieb das NRC Handelsblad, dass die niederländischsprachige Wikipedia rund 1200 regelmäßig aktive Benutzer habe, doch dass die effektive Kontrolle der Wikipedia faktisch in den Händen einer eng miteinander verbundenen Benutzergruppe von etwa 200 Personen (Moderatoren und häufigen Benutzern) liege.

## Wikimedia-Bewegung

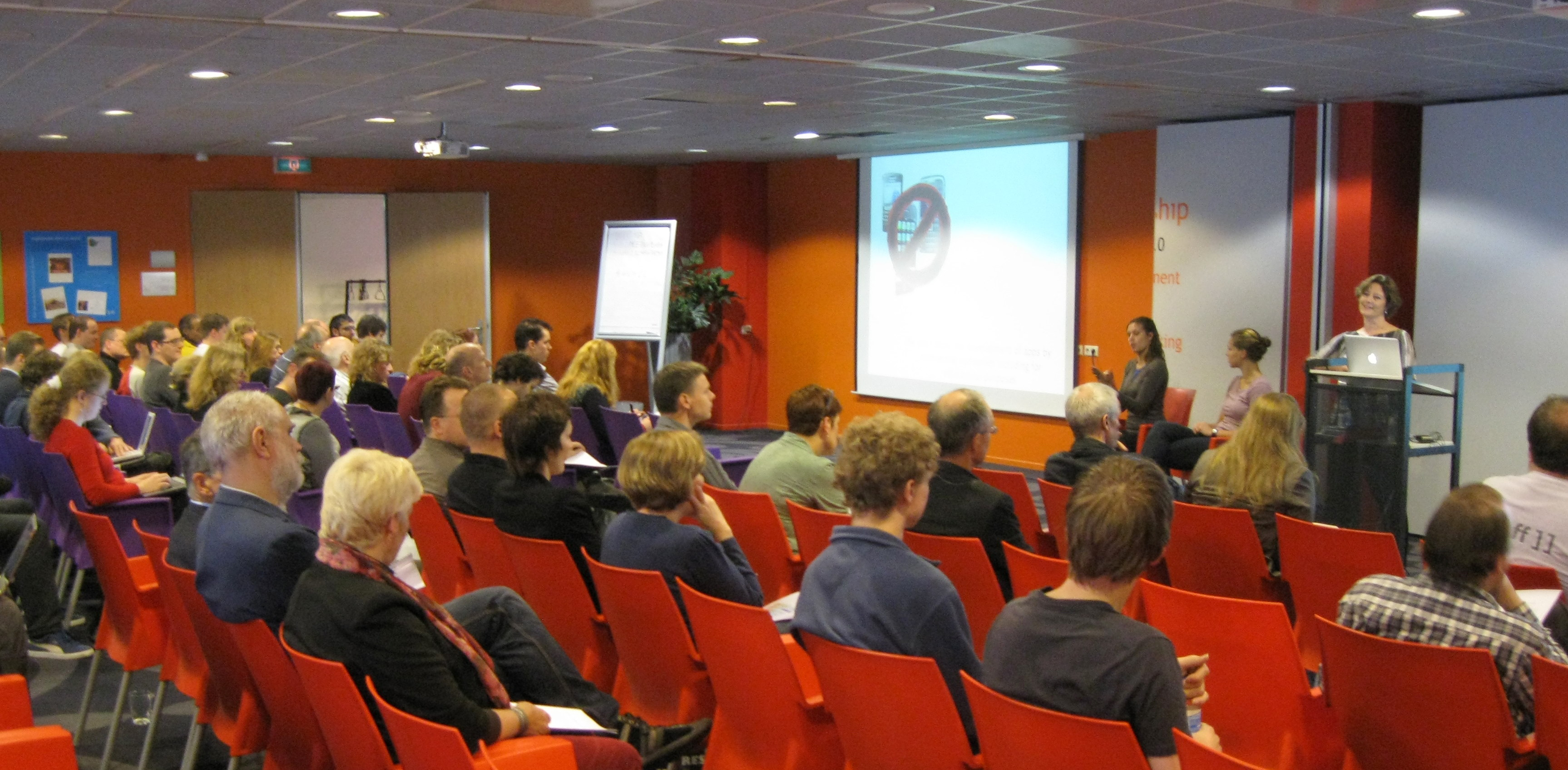
Wikimedia Conferentie Nederland 2011 in Utrecht

Betreiber der niederländischsprachigen Wikipedia und aller anderen Sprachversionen ist die Wikimedia Foundation in den Vereinigten Staaten.
In den Niederlanden gibt es seit 18. Juni 2006 (erste Mitgliederversammlung) die Vereniging Wikimedia Nederland (VWN), einen gemeinnützigen Verein. Gleichzeitig wurde eine Stiftung Stichting Wikimedia Nederland gegründet, um der Uneinigkeit bezüglich der Frage zu begegnen, ob man einen Verein oder eine Stiftung gründen solle. Die Stiftung ist allerdings nicht aktiv.
Der Verein VWN ist von der Wikimedia Foundation als lokale Sektion der Wikimedia-Bewegung („Chapter“) anerkannt und hat sein Büro in Utrecht. Seit 2007 wird im letzten Quartal des Jahres eine Wikimedia-Conferentie Nederland veranstaltet (mit Ausnahme von 2009). Der Verein hat außer Websites und Vereinswiki auch einen Rundbrief (Nieuwsbrief). Erstmals 2010 veranstaltete die VWN den Fotowettbewerb Wiki Loves Monuments, bei dem es darum ging, Fotos von rijksmonumenten (Baudenkmälern der nationalen Ebene) zu schießen. 2011 übernahmen mehrere andere Landesverbände das Konzept und machten aus Wiki Loves Monuments eine europaweite Aktion.
In Flandern (Belgien), wo ein Viertel aller niederländischsprachigen Menschen wohnt, wird ein Verein noch erwogen.